# المرآة (فلم)
المرآة (بالإنجليزية: The Mirror 1975) (بالروسية:Зеркало) هو فيلم دراما وسيرة ذاتية إنتاج عام 1975 للمخرج الروسي آندريه تاركوفسكي. يعتبر القيلم سيرة ذاتية للمخرج يعرج فيها على سنوات الطفولة والوالدين، الأحلام والحرب والثقافة الروسية. جرى تصوير الفيلم في الاتحاد السوفيتي آنذاك، ولعب دور البطولة فيه كل من مارغريتا تريخوفا وأوليغ يانكوفسكي وفيليب يانكوفسكي، إغانت دانيل تسيف وغيرهم. اعتمد الفيلم الأسلوب التجريبي، وتتخلله قصائد بصوت والده الشاعر أرسيني تاركوفسكي. في عام 1990 صنف الفيلم من قبل 27 ناقد عالمي كواحد من أفضل 12 فيلم في تاريخ السينما. ووضعته مجلة (سايت آند ساوند) في المرتبة رقم 19 ضمن أعظم 100 فيلم في التاريخ.